# Tremont Waters
Tremont Waters (New Haven, 10 gennaio 1998) è un cestista statunitense con cittadinanza portoricana.

## Carriera
Dopo un biennio trascorso con gli LSU Tigers, nel 2019 si dichiara eleggibile per il Draft NBA, venendo chiamato con la cinquantunesima scelta assoluta dai Boston Celtics.

## Statistiche

### College
| Anno      | Squadra    | PG | PT | MP   | TC%  | 3P%  | TL%  | RP  | AP  | PRP | SP  | PP   |
| --------- | ---------- | -- | -- | ---- | ---- | ---- | ---- | --- | --- | --- | --- | ---- |
| 2017-2018 | LSU Tigers | 33 | 32 | 36,0 | 41,7 | 35,1 | 80,1 | 3,4 | 6,0 | 2,0 | 0,1 | 15,9 |
| 2018-2019 | LSU Tigers | 33 | 29 | 32,4 | 43,0 | 32,7 | 81,3 | 2,8 | 5,8 | 2,9 | 0,1 | 15,3 |
| Carriera  | Carriera   | 66 | 61 | 32,7 | 42,3 | 34,0 | 80,7 | 3,1 | 5,9 | 2,5 | 0,1 | 15,6 |

### NBA

#### Regular Season
| Anno      | Squadra         | PG | PT | MP   | TC%  | 3P%  | TL%  | RP  | AP  | PRP | SP  | PP  |
| --------- | --------------- | -- | -- | ---- | ---- | ---- | ---- | --- | --- | --- | --- | --- |
| 2019-2020 | Boston Celtics  | 11 | 1  | 10,8 | 28,6 | 16,7 | 100  | 1,1 | 1,5 | 0,9 | 0,2 | 3,6 |
| 2020-2021 | Boston Celtics  | 26 | 3  | 9,2  | 40,5 | 39,5 | 94,1 | 0,8 | 2,4 | 0,6 | 0,0 | 3,8 |
| 2021-2022 | Toronto Raptors | 2  | 0  | 21,0 | 25,0 | 22,2 | -    | 2,0 | 3,5 | 2,0 | 0,0 | 4,0 |
| 2021-2022 | Wash. Wizards   | 1  | 0  | 8,0  | 50,0 | -    | -    | 0,0 | 0,0 | 1,0 | 0,0 | 2,0 |
| Carriera  | Carriera        | 40 | 4  | 10,2 | 35,4 | 29,6 | 96,0 | 0,9 | 2,1 | 0,8 | 0,1 | 3,7 |

### G League
| Anno      | Squadra          | PG | PT | MP   | TC%  | 3P%  | TL%  | RP  | AP  | PRP | SP  | PP   |
| --------- | ---------------- | -- | -- | ---- | ---- | ---- | ---- | --- | --- | --- | --- | ---- |
| 2019-2020 | Maine Red Claws  | 36 | 36 | 33,8 | 43,0 | 35,7 | 78,0 | 3,2 | 7,3 | 1,9 | 0,3 | 18,0 |
| 2021-2022 | Wisconsin Herd   | 27 | 25 | 32,5 | 42,1 | 35,3 | 67,4 | 2,4 | 6,6 | 2,3 | 0,1 | 16,4 |
| 2021-2022 | South Bay Lakers | 15 | 0  | 23,3 | 42,0 | 37,3 | 58,3 | 1,8 | 4,0 | 1,2 | 0,1 | 10,4 |
| Carriera  | Carriera         | 78 | 61 | 31,3 | 42,5 | 35,8 | 73,3 | 2,7 | 6,4 | 1,9 | 0,2 | 16,0 |

## Palmarès

### Club
- Campionati portoricani: 1

Gigantes de Carolina: 2023

### Individuale
- NBA G League Rookie of the Year Award

2020